# Nazareth (Pensilvânia)
Nazareth é um distrito localizado no estado norte-americano de Pensilvânia, no Condado de Northampton.

## Demografia
Segundo o censo norte-americano de 2000, a sua população era de 6023 habitantes.
Em 2006, foi estimada uma população de 6055, um aumento de 32 (0.5%).

## Geografia
De acordo com o United States Census Bureau tem uma área de
4,3 km², dos quais 4,3 km² cobertos por terra e 0,0 km² cobertos por água. Nazareth localiza-se a aproximadamente 92 m acima do nível do mar.

## Localidades na vizinhança
O diagrama seguinte representa as localidades num raio de 8 km ao redor de Nazareth.